# Försvarsbeslutet 2004
Försvarsbeslutet 2004 (proposition 2004/05:5 och 2004/05:43 från regeringen Persson) gjordes av Sveriges riksdag den 16 december 2004 och anses som det sista försvarspolitiska beslutet i Sverige i ominriktningen från invasionsförsvar till insatsförsvar.
Tillsammans med försvarsbeslutet 2000 kan man anse det som den största förbandsslakten sedan försvarsbeslutet 1925 i svensk försvarshistoria eftersom 96 % av invasionsförsvarets numerär har skrotades när beslutet var genomfört 2007. Ännu år 1990 kunde försvaret mobilisera 730 000 man, men det nya insatsförsvaret ska bestå av max 31 500.
Såväl grundutbildande förband i Grundorganisationen (GRO) som förband i Krigsorganisationen (KRIO) försvann. Även militärdistrikten i försvann i samband med beslutet. En annan radikal förändring var det nya värnpliktssystemet som sedan infördes 2006 som innebar att nästan alla gör 11 månader och sedan en frivillig tredje termin. Vidare avvecklades även Driftvärnet i samband med försvarsbeslutet.

## Förband som avvecklades
Territoriell ledningen
De fyra militärdistrikten avvecklades och det territoriella ansvaret övergickr till Högkvarteret. Gotlands militärdistrikt avvecklades den 31 december 2004. De tre övriga militärdistrikten avvecklades den 31 december 2005, efter ett riksdagsbeslut den 16 november 2005.

- MD N - Norra militärdistriktet, Boden
- MD M - Mellersta militärdistriktet, Strängnäs
- MD S - Södra militärdistriktet, Göteborg
- MD G - Gotlands militärdistrikt, Visby

Armén
Inom arméns avvecklades fyra regementen samt fem utbildningsbataljoner. Norrlands dragonregemente reducerades till bataljon

- I 5 - Jämtlands fältjägarregemente, Östersund
- Trängbat/I 5 - Norrlands trängbataljon, del av I 5, Östersund
- Artbat/I 19 - Norrlands artilleribataljon, del av I 19, Boden (Uppgick i Artilleriregementet)
- Lvbat/I 19 - Norrlands luftvärnsbataljon, del av I 19, Boden
- Ingbat/I 19 - Norrlands ingenjörbataljon, del av I 19, Boden
- Signbat/I 19 - Norrlands signalbataljon, del av I 19, Boden
- K 4 - Norrlands dragonregemente, Arvidsjaur (Omorganiserades till Arméns Jägarbataljon)
- RAB - Redovisningsavdelning Bergslagen, Örebro
- P 10 - Södermanlands regemente, Strängnäs
- P 18 - Gotlands regemente, Visby

Flygvapnet
- MTE - Flygvapnets markteleenheter,
- 1. hkpskv - Första helikopterskvadronen, Boden (omlokaliseras till F 21 Luleå)
- 2. hkpskv - Andra helikopterskvadronen, Berga (delar omlokaliseras till F 17 Kallinge)
- 5. hkpskv - Femte helikopterskvadronen, Göteborg/Säve (omlokaliseras 2006 till F 7 Såtenäs)
- F 4 - Jämtlands flygflottilj, Östersund

Marinen
- 2. ysflj - Andra ytstridsflottiljen, Berga
- 3. ysflj - Tredje ytstridsflottiljen, Karlskrona
- 4. minkriflj - Fjärde minkrigsflottiljen, Berga
- MarinB O - Ostkustens marinbas, Berga/Muskö
- MarinB S - Sydkustens marinbas, Karlskrona
- Amf 4 - Älvsborgs amfibieregemente, Göteborg

Hemvärnet
- Kalmargruppen, Kalmar
- Norrbottens gränsjägargrupp, Kalix
- Värmlandsgruppen, Kristinehamn
- Västmanlandsgruppen, Västerås
- Västernorrlandsgruppen, Sollefteå
- Älvsborgsgruppen, Borås

Skolor
- FMHS - Försvarsmaktens Halmstadsskolor, Halmstad
- ÖS - Örlogsskolorna,  Karlskrona
- AmfSS - Amfibiestridsskolan,  Vaxholm
- ATS - Arméns tekniska skola, Östersund
- F 20 - Flygvapnets Uppsalaskolor, Uppsala
- MHS Ö - Militärhögskolan Östersund, Östersund

## Förband som upprättas
Försvarsmaktsgemensamma
- FMTS - Försvarsmaktens tekniska skola, Halmstad
- FMTM - Försvarsmaktens telenät- och markteleförband, Örebro

Armén
- AJB - Arméns Jägarbataljon, Arvidsjaur

Flygvapnet
- LSS - Luftstridsskolan, Uppsala
- 3.hkpskv - Tredje helikopterskvadronen, Ronneby (Upprättas av delarna från 2.hkpskv)

Marinen
- MarinB - Marinbasen, Karlskrona
- SSS - Sjöstridsskolan, Karlskrona
- 3. sjöstridsflj - Tredje sjöstridsflottiljen, Karlskrona
- 4. sjöstridsflj - Fjärde sjöstridsflottiljen, Muskö

## Omlokaliseringar
Försvarsmaktsgemensamma
- FMLOG - Försvarsmaktens logistik, från Karlstad till Stockholm
- FSC - Försvarsmaktens sjukvårdscentrum, från Hammarö till Göteborg
- FöMusC - Försvarsmusikcentrum, från Strängnäs till Upplands-Bro/Kungsängen

Armén
- A 9 - Artilleriregementet, från Kristinehamn till Boden
- MS - Motorskolan från Östersund till Skövde

Flygvapnet
- FBJS - Flygbasjägarskolan från F 7 Såtenäs till F 17 Kallinge
- Helikopterverksamheten från Haninge/Berga till Ronneby/Kallinge

Marinen
- 1. ubflj - Första ubåtsflottiljen, från Haninge/Berga till Karlskrona
- Amf 1 - Vaxholms amfibieregemente, från Vaxholm till Haninge/Berga
- Marinbasverksamheten från Haninge/Berga till Haninge/Muskö
- 4. minkriflj - Fjärde minkrigsflottiljen från Haninge/Berga till Haninge/Muskö

## Sammanfattning
- Artilleriregementet (A 9), omlokaliseras från Kristinehamns garnison till Bodens garnison.
- Arméns tekniska skola (ATS), omlokaliseras från Östersund till Halmstad där den inordnas i Försvarsmaktens Halmstadsskolor och bildar Försvarsmaktens tekniska skola (FMTS).
- Försvarets sjukvårdscentrum (FSC), omlokaliseras från Hammarö kommun till Göteborg.
- Första amfibieregementet (Amf 1), omlokaliseras från Rindö utanför Vaxholm till Berga örlogsbas söder som Stockholm.
- Amfibiestridsskolan (AmfSS) avvecklas och inordnas i Sjöstridsskolan.
- Örlogsskolorna (ÖS), omorganiseras till Sjöstridsskolan (SSS), med lokalisering till Karlskrona. I skolan finns numera en amfibiesektion.
- Flygvapnets Uppsalaskolor (F 20), avvecklas och omorganiseras till Luftstridsskolan (LSS).
- Redovisningsavdelning Bergslagen (RAB) och Flygvapnets markteleenheter (MTE) inordnas i nyupprättade Försvarsmaktens telenät- och markteleförband (FMTM).
- Norrlands artilleribataljon (I 19/Artbat) inordnas inom Artilleriregementet.
- Norrlands dragonregemente (K 4), avvecklas som självständigt förband. Inordnas som Arméns jägarbataljon inom Norrbottens regemente.
- Norrlands ingenjörbataljon (I 19/Ingbat) inordnat som kompani inom Norrbottens regemente.
- Helikopterverksamheten vid Göteborg/Säve, Östersund/Frösön och Boden avvecklas.
- Helikopterverksamhet, militär flygräddning ("search and rescue") inrättas vid F 7 Lidköping/Såtenäs, F 17 i Ronneby/Kallinge och F 21 Luleå.
- Försvarsmaktens kvalificerade sjukvårdsutbildning samlas till Försvarsmaktens sjukvårdscentrum (FSC) i Göteborg.

Hemvärnet
I och med att de fyra militärdistrikten avvecklades, ombildades de tidigare militärdistriktsgrupperna den 1 januari 2006 till utbildningsgrupper, vilka tillsammans med deras hemvärnsförband underställdes ett utbildningsförband. Driftvärnet avvecklas den 30 juni 2005 och personal överfördes till övriga delar av Hemvärnet. Den 1 juli 2005 omorganiserades följande MD-grupper till:
- Göteborgsgruppen och Älvsborgsgruppen omorganiserades till Elfsborgsgruppen, med staben lokaliserad till Göteborg.
- Kalmargruppen och Kronobergsgruppen omorganiserades till Kalmar- och Kronobergsgruppen, med staben lokaliserad till Växjö.
- Skånska dragongruppen och Södra skånska gruppen omorganiserades till Skånska gruppen, med staben lokaliserad till Revingehed.
- Norrbottens gränsjägargrupp inordnas i Lapplandsjägargruppen, med staben lokaliserad till Kiruna.
- Västernorrlandsgruppen inordnas i Härnösandsgruppen, med staben lokaliserad till Härnösand.
- Jämtlandsgruppen byter namn till Fältjägargruppen med bibehållen stab lokaliserad till Östersund.
- Livregementets grenadjärgrupp och Värmlandsgruppen omorganiserades till Örebro-Värmlandsgruppen, med staben lokaliserad till Örebro.
- Upplandsgruppen och Västmanlandsgruppen omorganiserades till Upplands- och Västmanlandsgruppen, med staben lokaliserad till Enköping.
- Gotlandsgruppen samlokaliseras tillsammans med F 17 Gotlands:s enhet i Visby.

| År   | Procent av BNP |
| ---- | -------------- |
| 2005 | 1,4            |
| 2006 | 1,3            |
| 2007 | 1,3            |
| 2008 | 1,2            |
| 2009 | 1,2            |